# Acanthoibidion chevrolatii
Acanthoibidion chevrolatii là một loài bọ cánh cứng trong họ Cerambycidae.